# Lowell Liebermann
Lowell Liebermann (* 22. Februar 1961 in New York City) ist ein US-amerikanischer Komponist, Pianist und Dirigent.

## Leben
Liebermann wurde 1961 in New York City geboren. Liebermann begann im Alter von 8 Jahren mit dem Klavierspiel und als 14-Jähriger mit Kompositionsunterricht. Zwei Jahre später debütierte er als Interpret seiner, von ihm mit 15 Jahren selbst komponierten Klaviersonate op. 1, in der Carnegie Recital Hall. Sein Musikstudium absolvierte er an der Juilliard School of Music bei David Diamond und Vincent Persichetti mit dem Abschluss Master und später dem Doktortitel. Zu Liebermanns zahlreichen Auszeichnungen zählen eine Charles Ives Fellowship der American Academy of Arts and Letters sowie Preise der ASCAP und der BMI (BMI Student Composer Awards).
Liebermann lebt zurzeit mit seinem Partner, dem Pianisten und Dirigenten William Hobbs, in Weehawken, New Jersey.

## Werk
Lowell Liebermanns Werkkatalog verzeichnet bereits über 100 Kompositionen. Neben zwei Opern (The Picture of Dorian Gray, 1996, und Miss Lonelyhearts, 2006) schrieb er 3 Sinfonien (UA der Nr. 2 mit Chor 2000; UA der Nr. 3 am 4. November 2010 durch JoAnn Falletta und die Virginia Symphony) sowie Solokonzerte (darunter 3 Klavierkonzerte und ein 1992 von James Galway uraufgeführtes Flötenkonzert). Für Kammerbesetzung entstanden bislang u. a. 4 Streichquartette und eine Reihe von Sonaten, außerdem eine größere Zahl von Klavierwerken.
Liebermann, der auch als Pianist und Dirigent tätig ist, zählt zu den meistaufgeführten amerikanischen Komponisten der Gegenwart. Von einem beträchtlichen Teil seiner Werke, die bei der Theodore Presser Company verlegt werden, liegen CD-Einspielungen vor. Stephen Houghs Interpretation des 2. Klavierkonzerts unter Liebermanns Leitung wurde 1998 für den Grammy Award als beste zeitgenössische klassische Komposition nominiert.
Sein Klavierwerk Gargoyles wurde von den chinesisch-amerikanischen Pianistinnen Yuja Wang und Shan-shan Sun aufgeführt bzw. auf CD aufgenommen.